# Patricio Guzmán
Patricio Guzmán Lozanes (Santiago do Chile, 11 de agosto de 1941) é um diretor de cinema chileno, especializado em documentários. 

## Biografia
Dirigiu o filme Salvador Allende, sobre o ex-presidente chileno Salvador Allende, e Nostalgia da Luz, uma de suas obras mais premiadas, em que mostra o deserto do Atacama como o centro de dois tipos de pesquisa bem distintos: por um lado, é a sede de importantes estudos astronômicos, e por outro é local em que parentes de desaparecidos políticos do regime militar do Chile realizam buscas por restos mortais de seus familiares.
De orientação política abertamente esquerdista, Guzmán começou a carreira de diretor ainda nos anos 1960, fazendo um cinema engajado. Apoiava ostensivamente o governo de Salvador Allende e precisou deixar o Chile depois que o general Augusto Pinochet tomou o poder, em 1973. Em entrevista ao crítico Bruno Ghetti, na Revista Cult, Guzmán diz que exilou-se primeiramente na Espanha, depois em Cuba (onde concluiu A Batalha do Chile, com imagens sobre a queda de Allende) e, finalmente, na França, onde fixou residência e produziu a maior parte de seus filmes a partir de então.
O tema mais recorrente na obra de Guzmán é o período da Ditadura Militar chilena, seja em documentários com imagens filmadas do “calor do momento”, como os filmes da série A Batalha do Chile, ou revisitado em longas posteriores, como Nostalgia da Luz e El Botón de Nácar. Neste último, o diretor traça um paralelo entre a dizimação de povos indígenas do sul do Chile com os assassinatos de militantes de esquerda nos anos 1970 pelo governo militar do país.
Guzmán já ganhou diversos prêmios, entre eles o de melhor roteiro no Festival de Berlim 2015, por El Botón de Nácar. Em 2015, o cineasta teve dois de seus filmes incluídos na lista dos melhores documentários de todos os tempos, organizada pela revista britânica Sight and Sound: Nostalgia da Luz ficou na 12ª posição, enquanto A Batalha do Chile ficou ranqueado na 19ª colocação.

## Filmografia
- La Tortura y otras formas de diálogo (1968)
- El Paraíso ortopédico (1969)
- Primer año (1971)
- La Respuesta de octubre (1972)
- La Batalla de Chile: La insurrección de la burguesía (1975)
- La Batalla de Chile: El golpe de estado (1977)
- La Batalla de Chile: El poder popular (1979)
- Rosa de los vientos (1983)
- En nombre de Dios (1987)
- La Cruz del Sur (1992)
- Pueblo en vilo (1995)
- Chile, la memoria obstinada (1997)
- La Isla de Robinson Crusoe (1999)
- Invocación (2000)
- Le Cas Pinochet (2001)
- Madrid (2002)
- Salvador Allende (2004)
- Mon Jules Verne (2005) (TV)
- Nostalgia for the Light (Nostalgia da Luz) (2010)
- El Botón de Nácar (2015)
- La Cordillera de los Sueños (2019)

1. ↑  Entrevista a Bruno Ghetti, Revista Cult - março de 2015 - http://revistacult.uol.com.br/home/2015/03/nao-ha-liberdade-de-imprensa-no-chile-diz-patricio-guzman/ Arquivado em 15 de abril de  2015, no Wayback Machine.
2. ↑  https://www.berlinale.de/en/das_festival/preise_und_juries/preise_internationale_jury/index.html
3. ↑  Ranking: os maiores documentários da história - http://www.bfi.org.uk/sight-sound-magazine/greatest-docs